# Slaugham
Slaugham – wieś w Anglii, w hrabstwie West Sussex, w dystrykcie Mid Sussex. Leży 46 km na północny wschód od miasta Chichester i 53 km na południe od Londynu. W 2001 miejscowość liczyła 2226 mieszkańców.